# Basicode

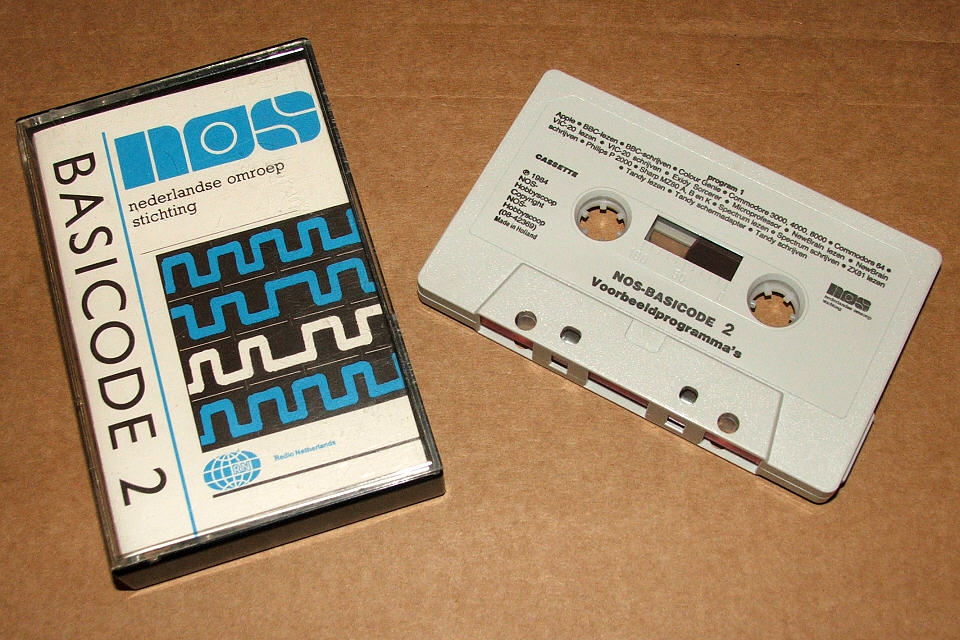
Una cassetta registrata con programmi in BASICODE.

Il formato dati BASICODE venne proposto negli anni '80 per rispondere al problema della scarsa compatibilità tra i microcomputer dell'epoca.  Infatti quasi tutti i sistemi dell'epoca erano programmabili in BASIC e tutti permettevano di salvare i programmi su normali audiocassette, ma i diversi dialetti BASIC utilizzati e soprattutto i differenti formati dati non permettevano i trasferimenti di programmi tra computer di marca differente.
Nel formato BASICODE, la registrazione dei programmi è analoga al metodo comunemente usato per salvare dati.  Quindi i comandi non sono salvati o letti sotto forma di singolo byte (TOKEN), ma carattere per carattere.
Un blocco dati inizia con il carattere 02 (STX, "start of text" ovvero marcatore di inizio testo), e finisce con il carattere 03 (ETX, "end of text", naturalmente indicante la fine). Dopo ETX, un byte di controllo costituito dai dati appena trasmessi conclude il processo.  Il carattere 0D (13 in decimale) delimita le linee durante la trasmissione.  I file dati creati dai programmi possono utilizzare tutti i caratteri normali, ma non possono comprendere i caratteri di controllo.  Il salvataggio è composto da blocchi successivi di 1024 byte.